# Conceição da Brejaúba
Conceição da Brejaúba é um distrito do município brasileiro de Gonzaga, no interior do estado de Minas Gerais. Segundo o censo demográfico de 2022, realizado pelo Instituto Brasileiro de Geografia e Estatística (IBGE), sua população era de 794 habitantes e havia 268 domicílios particulares permanentes ocupados. Possui área de 85,38 km² conforme a Fundação João Pinheiro (FJP). Foi criado pela lei estadual nº 2.764 de 30 de dezembro de 1962, juntamente à emancipação da cidade.
De acordo com o IBGE, em 2010 a população era de 1 360 habitantes e havia 408 domicílios particulares.